# 17926 Джеймсву
17926 Джеймсву (17926 Jameswu) — астероїд головного поясу, відкритий 15 квітня 1999 року.
Тіссеранів параметр щодо Юпітера — 3,656.